# Ola Alsen
Ola Alsen, selten Olga Alsen, eigentlich Henriette Alsberg, geschiedene Blair, verheiratete Schulze, (* 8. März 1880 in Bonn; † 4. März 1956 in München) war eine deutsche Schriftstellerin und Redakteurin.

## Leben
Ola Alsen kam als Tochter des jüdischen Kaufmanns Lehmann Alsberg und der Sophie Alsberg, geb. Rosenbaum, in Bonn zur Welt. Ihr Bruder war der Jurist und Schriftsteller Max Alsberg, der sich von Nationalsozialisten verfolgt und diffamiert 1933 in Samedan das Leben nahm. Sie heiratete zunächst einen Herrn Blair und nach der Scheidung Hanns Schulze (1884–1931), den Herausgeber des 8-Uhr-Abendblattes in Berlin.
Sie zählte in den 1920er-Jahren zu den bekanntesten Modejournalisten Berlins. Sie war bis 1936 Moderedakteurin der Eleganten Welt, schrieb jedoch auch regelmäßig für Die Dame, den Film-Kurier und von 1921 bis 1924 für den Moden-Spiegel, einer wöchentlichen Beilage zu Hans Lachmann-Mosses Berliner Tageblatt und Handelszeitung.
Neben ihrer journalistischen Tätigkeit verfasste Alsen regelmäßig Romane und Sachbücher, die sich mit Mode- und Schönheitsfragen, aber auch sozialen Themen befassten. Der 1917 verfasste Roman Das Paradies der Frauen schilderte den Alltag der Hauptperson in einem Modesalon vor dem Hintergrund der Kriegszeit, die Erzählung Die Tochter Lots aus dem Jahr 1930 befasste sich anhand zweier Frauenschicksale mit dem Strafvollzug. In den 1920er-Jahren verfasste Alsen zudem Drehbücher für verschiedene Stummfilme, die unter anderem von Zoltán Nagy und Richard Eichberg realisiert wurden. Ihr Berliner Salon war ein beliebter Treffpunkt der politischen und künstlerischen Prominenz Berlins.
Nach der Machtübernahme der Nationalsozialisten 1933 ließ sich Alsen taufen, um der Verfolgung zu entgehen. Kurz nach dem Selbstmord ihres Bruders emigrierte Alsen zunächst nach Großbritannien und später in die USA und kehrte erst nach Ende des Zweiten Weltkriegs nach Deutschland zurück. Sie wurde erneut als Modejournalistin aktiv und lebte abwechselnd in Zürich und München. Alsen verstarb 1956 in München.

## Werke
- Der lustige Hampelmann. Ein Buch für unsere Lieblinge. (Mit Illustrationen von Gertrud Caspari) 1907.[4]
- Hier wohnt das Glück. Borngraeber, Berlin 1910.
- Die Mode der galanten Zeit. Eine Monographie. Borngraeber, Berlin 1912.
- Das Paradies der Frau. Ein Berliner Roman. Eysler, Berlin 1917.
- Das Geheimnis der Schönheit. Eysler, Berlin 1920.
- Garten der Leidenschaft. Roman. Eysler, Berlin 1920.
- Boudoirluft. Gedanken und Phantasien am Toilettentisch. Eysler, Berlin 1921.
- Briefe der Liebe. Gesammelt von Ola Alsen. Eysler, Berlin 1922.
- Charlotte Bell. Roman. Almanach-Kunstverlag, Berlin 1924.
- Durch Klippen. Roman. Enßlin & Laiblin, Reutlingen 1924.
- Ein Mädchen von heute. Roman. Maschler, Berlin 1925.
- Jung, schön und schlank. Ein Brevier für Lebensglück. Maschler, Berlin 1926.
- Der Tag der Dame. Agfa-Hausdruckerei, Berlin 1927.
- Die elegante Dame. Ratgeber zur Pflege des Äußeren insbesondere der Frisur. Klett, Berlin 1927.
- Er und sie. Eine moderne Gesellschaftsrevue. Drei-Masken-Verlag, München 1928.
- Die Tochter Lots. Aufzeichnungen aus einem Frauengefängnis. Erzählung. Oldenburg, Leipzig 1930.
- Schönheit und Lebensfreude durch Körperpflege. Hesse & Becker, Leipzig 1934.

## Filmografie
- 1921: Die treibende Kraft, Regie: Zoltán Nagy
- 1921: Des Lebens und der Liebe Wellen, Regie: Lorenz Bätz
- 1922: Monna Vanna, Regie: Richard Eichberg
- 1925: Luxusweibchen, Regie: Erich Schönfelder